# Bethany, Oklahoma
Bethany är en ort i Oklahoma County i Oklahoma. Vid 2010 års folkräkning hade Bethany 19 051 invånare.